# Miltogramma keiseri
Miltogramma keiseri är en tvåvingeart som beskrevs av Zumpt 1964. Miltogramma keiseri ingår i släktet Miltogramma och familjen köttflugor.
Artens utbredningsområde är Madagaskar. Inga underarter finns listade i Catalogue of Life.